# Came Back Haunted
Came Back Haunted – pierwszy singel z najnowszego albumu industrialnego zespołu Nine Inch Nails Hesitation Marks, wydany 6 czerwca 2013 roku w formie digital download na iTunes i oficjalnej stronie grupy. Tak samo jak singel „Discipline” z poprzedniego albumu The Slip, „Came Back Haunted” nie ma numeru Halo. Okładka została stworzona przez Russella Millsa.

## Wydanie
Premiera „Came Back Haunted” miała miejsce w radiu KNDD w Seattle. Zaraz po tym pojawiła się na oficjalnym profilu zespołu na SoundCloud i na oficjalnym kanale na YouTube.